# Tandjordkrypare
Tandjordkrypare (Schendyla dentata) är en mångfotingart som först beskrevs av Henri W. Brölemann och Ribaut 1911.  Tandjordkrypare ingår i släktet Schendyla och familjen småjordkrypare.
Artens utbredningsområde är:
- Österrike.
- Danmark.
- Frankrike.
- Irland.
- Nederländerna.

Arten har ej påträffats i Sverige. Inga underarter finns listade i Catalogue of Life.